# Штрихування (геральдика)
Штрихува́ння (англ. hatching, фр. hachure, пол. kreskowanie, порт. trama) — у геральдиці метод умовної передачі кольорів герба в чорно-білому зображенні. Сучасну систему запропонували в 1630-ті  Сільвестр Петра Санкта і  Маркус Вульсон де ла Коломб'єр. Вперше тинктури передав за допомогою штрихування фламандський гравер Ян Баптист Зангрій в 1600 році, а згодом Яковом Франкаром в 1623 році. Пропонувалися й інші варіанти, які, однак, не набули поширення. Також — шрафірува́ння (нім. Schraffierung, пол. szrafowanie).

## Таблиця
| Клас                         | Метали    | Метали        | Емалі (кольори) | Емалі (кольори) | Емалі (кольори) | Емалі (кольори) | Емалі (кольори) | Stains           | Stains        | Stains          |
| ---------------------------- | --------- | ------------- | --------------- | --------------- | --------------- | --------------- | --------------- | ---------------- | ------------- | --------------- |
| Тинктури                     | Золото Or | Срібло Argent | Червінь Gules   | Лазур Azure     | Зелень Vert     | Чернь Sable     | Пурпур Purpure  | Багрянець Murrey | Кров Sanguine | Брунатний Tenné |
| Тинктури                     |           |               |                 |                 |                 |                 |                 |                  |               |                 |
| Сучасна                      |           |               |                 |                 |                 |                 |                 |                  |               |                 |
| Історичні                    |           |               |                 |                 |                 |                 |                 |                  |               |                 |
| Зангрій (1600)               |           |               |                 |                 |                 |                 | Н/Д             | Н/Д              | Н/Д           | Н/Д             |
| Franquart 1623               |           |               |                 |                 |                 |                 | Н/Д             | Н/Д              | Н/Д           | Н/Д             |
| Butkens 1626                 |           |               |                 |                 |                 |                 | Н/Д             | Н/Д              | Н/Д           | Н/Д             |
| Sancta 1634                  |           |               |                 |                 |                 |                 | Н/Д             | Н/Д              | Н/Д           | Н/Д             |
| "Caramuel" 1636              |           |               |                 |                 |                 |                 |                 | Н/Д              | Н/Д           | Н/Д             |
| Sancta 1638, Colombière 1639 |           |               |                 |                 |                 |                 |                 | Н/Д              | Н/Д           | Н/Д             |
| Caramuel 1639-1642           |           |               |                 |                 |                 |                 | Н/Д             | Н/Д              | Н/Д           | Н/Д             |
| Thomas de Rouck 1645         |           |               |                 |                 |                 |                 | Н/Д             | Н/Д              | Н/Д           | Н/Д             |
| Gelenius 1645                |           |               |                 |                 |                 |                 | Н/Д             | Н/Д              | Н/Д           | Н/Д             |
| Segoing 1654                 |           |               |                 |                 |                 |                 |                 | Н/Д              | Н/Д           | Н/Д             |

## Написи, літери і символи планет

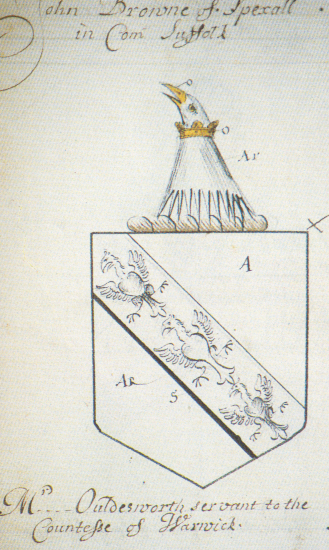
Позначення тінктур початковими літерами їх назв у гербі роботи Джона Брауна, 1591

Потреба у відтворенні гербів без застосування фарб виникла в XVI столітті, коли мистецтво  гравюри на дереві і  міді стало розвиватися і досягло великої досконалості. З цього часу стали з'являтися друковані гербовники, серед яких уваги заслуговують виданий у Нюрнберзі в 1555 році Вергілієм Солісом і пізніші гербовники Брентеля (1584), Зібмахера (1605) і Фюрста (1655).
У цих друкованих гербовниках вперше було застосовано нові способи умовного позначення геральдичних кольорів і металів. Спочатку для цієї мети використовували пояснювальні написи, що позначали тінктури і метали, а потім лише окремі літери. Цей метод знайшов застосування в працях Соліса, Мартіна Шрота (1576), Християна Урстиса (1580) і Зібмахера. Вони позначали кольори і метали початковими літерами їх німецьких, а іноді і латинських, назв: так, наприклад, R (roth) — червоний, В (blau) — синій, Sch (schwarz) — чорний, Рр — пурпур, G (gold) — золото, S (silber) — срібло і так далі.
У 1654 році Генріх Спільман застосував для зображення  фініфтів і металів астрономічні символи: знак  (Сонце) позначав  золото;  (Місяць) —  срібло;  ( Марс) — червлень;  ( Юпітер) —  блакить;  ( Венера) —  зелень;  ( Сатурн) —  чернь і  ( Меркурій) —  пурпур.
Обидва ці методи були незручні у використанні: вони виявилися абсолютно непридатними при зображенні гербів з дрібними і численними фігурами, особливо при зображенні складних гербів на малюнках малого розміру.

## Точки і штрихи

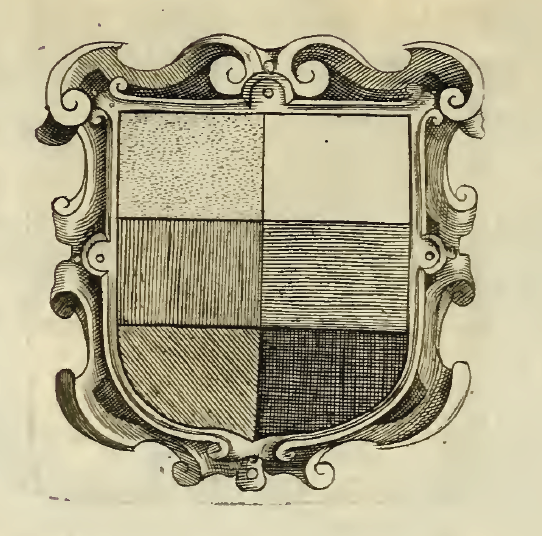
Система Петра Санкти. Варіант 1634 р. без позначення для пурпуру

Незручність згаданих вище способів викликала запровадження позначення геральдичних тінктур і металів за допомогою рисок і точок, якими покривається поле щита, відповідно їх умовному значенню. Перший досвід застосування подібного способу був зроблений в 1600 році Ян Баптист Зангрієм у своїй презентації гербів Брабантського герцогства.
Наступним, хто застосував цей метод, був Яків Франкарт, який в 1623 році видав у  Брюсселі опис поховання ерцгерцога  Альберта Австрійського, прикрашене гравюрами на міді, до якого доклав таблицю штрихів для визначення геральдичних кольорів. Золото він запропонував зображати горизонтальними штрихами, срібло — залишаючи чисте місце, червлень — вертикальними, зелень — діагональними рисами ліворуч, чернь — взаємно пересічними діагональними, лазур — точками.
Такий графічний спосіб виявився найдоцільнішим і зручним і незабаром увійшов у загальне вживання, хоча і піддався згодом деяким змінам. Тепер[коли?] загальноприйнятий метод зображення гербів за допомогою штрихування наступний: червоний колір (червлень) зображується через вертикальні штрихи; лазур — через горизонтальні; зелений — діагональними рисами, проведеними з геральдичного правого боку щита до лівого; чорний — вертикальними і горизонтальними пересічними рисами; золото — через пунктир (засіяння поля або фігур точками); срібло — залишається білим, тобто без рисок і точок; пурпур — діагональними рисками, проведеними від лівої сторони до правої (протилежно зеленому).
Сучасні графічні позначення геральдичних тінктур запропонував вчений єзуїт Сільвестр Петра Санкта у творі «Tesserae gentilitiae», виданому в Римі в 1638 році, а потім їх прийняли всюди завдяки французькому геральдисту Марку Вульсону де ла Коломб'єру, який виклав їх у творі «Nouvelle methode de cognoistre les metaux et les couleurs sur la taille douce» (Париж, 1639).
Сам Коломб'єр стверджував, що Петра Санкта просто скопіював його систему без всяких змін, але точно така ж система (за винятком відсутності штрихування для  пурпуру) зустрічається і в ранішій роботі Петра Санкти, що належить до 1634 року.
Інші системи штриховки, які запропонували у XVII ст. нідерландець Кристофор Буткенс, іспанець Хуан Карамуель, нідерландець Томас де Рук, а також Геленіус, виявилися менш зручними і розповсюдження не набули.
Позначення геральдичних кольорів через штриховку при пластичному (en relief) зображенні гербів у давніші часи не застосовували взагалі, і при цьому різниця кольорів пізнавалась через опуклість або заглиблення, у новіший же час штриховку дуже часто застосовують на печатках, монетах і на різних рельєфах, особливо для означення фону (тобто щитового поля), гербові ж фігури при цьому звичайно даються без штриховки.
Другорядні геральдичні кольори, що додалися згодом, також позначають графічним способом. Натуральний колір не отримує, звичайно, ніякого особливого позначення, щоб відрізнити предмети натурального кольору від срібних, їх злегка відтіняють (художньої тінню або штрихуванням).
Штрихування завжди проводиться відносно сторін щита в незалежності від його положення.

## Галерея

Неприйняті системи штрихування
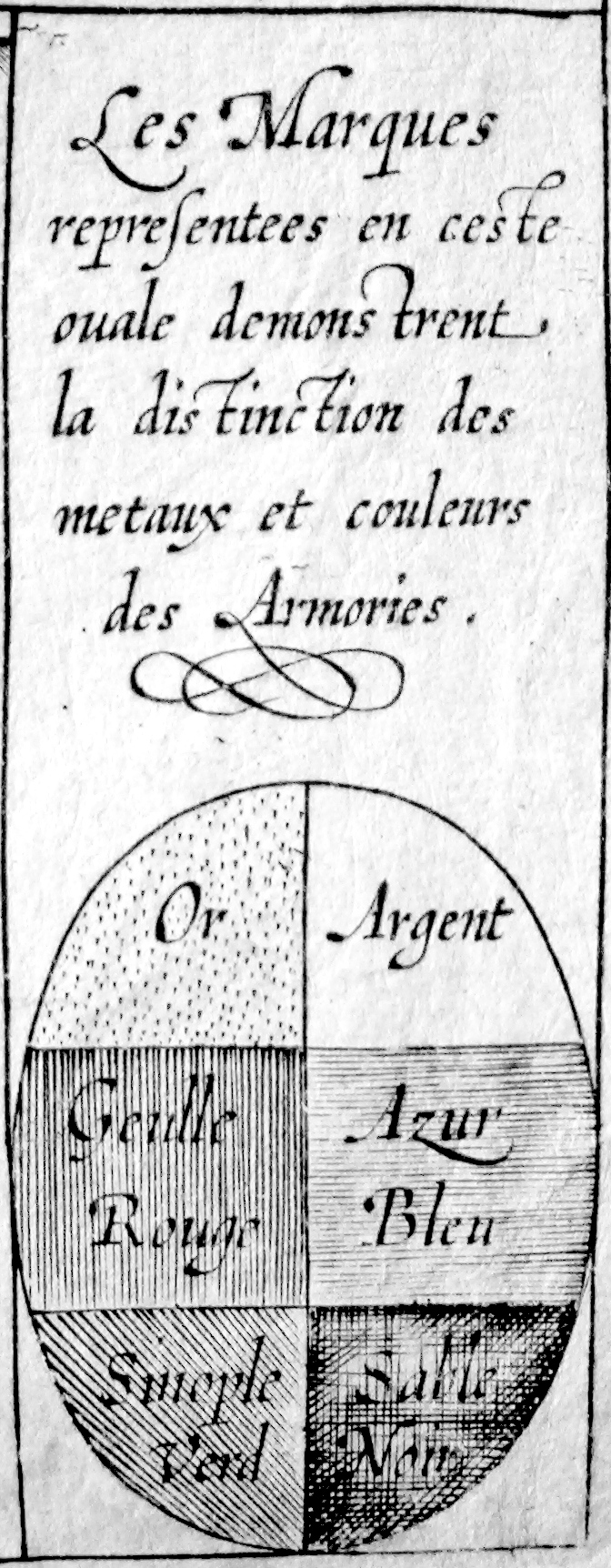
Ян Баптиста Зангріус, 1600
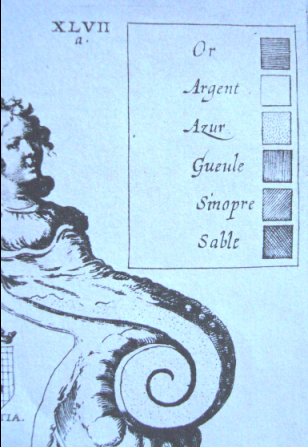
Яків Франкар, 1623
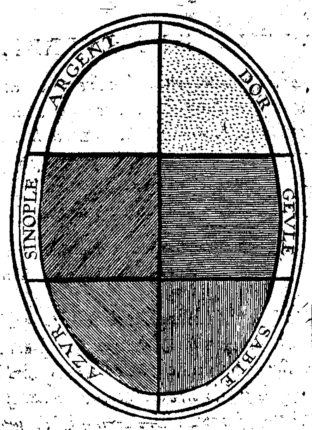
Кристофор Буткенс, 1626
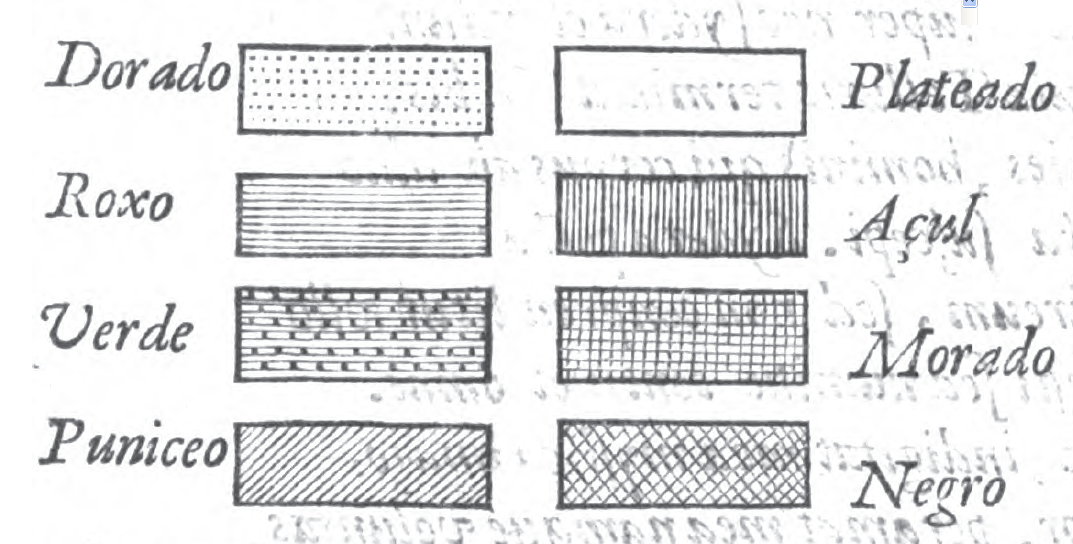
Карамуель, 1636
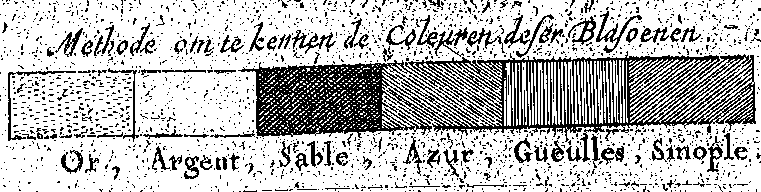
де Рук, 1645
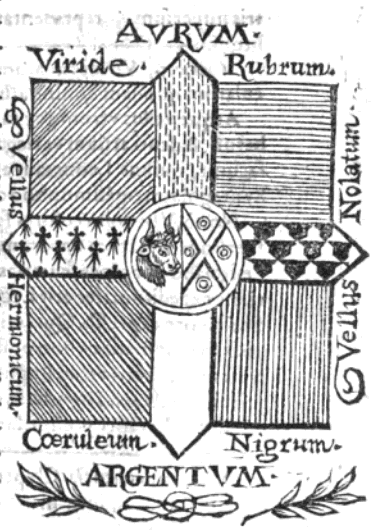
Геленіус, 1645